# Fue una suerte...
Fue una suerte... es un miniálbum de Massacre lanzado en noviembre de 2001, que fue grabado, mezclado y masterizado en el mes de octubre en los estudios Del Abasto al Pasto.

## Lista de canciones
1. Fue Una Suerte
2. Querida Eugenia
3. Cárcel, Casino y Templo
4. Minicubics II
5. Yorga, el Hombre Lagarto
6. El Probador  (Virus)

## Créditos
- Guillermo Wallas Cidade - voz
- Pablo Mondello (Pablo M.) - guitarra
- Luciano Bochi Facio - bajo
- Federico - guitarra acústica
- Sebastian Chachi Rosendi - batería

## Producción
- Los temas "Querida Eugenia" y "Minicubics II" fueron grabados y mezclados en Estudios Minicubics.
- El tema 5 es un collage de grabaciones de Massacre incluidas en Galería Desesperanza, reprocesado por Chachi.
- "El Probador" es un cover de Virus en homenaje a Federico Moura.

- Datos: Q5870020